# 釐侯 (韓)
釐侯（きこう）または昭侯（しょうこう、? - 紀元前333年、在位紀元前362年 - 紀元前333年）は、中国の戦国時代の韓の君主。名は武。共侯の子。
紀元前363年、共侯が死去すると、後を嗣いで韓侯となった。紀元前362年、澮水のほとりで魏軍に敗れた。趙と上党で会合した。紀元前361年、魏と巫沙で会合した。趙とともに秦を攻撃した。紀元前358年、秦軍に西山を攻め破られた。紀元前357年、宋軍に黄池を奪われた。魏軍に朱を奪われ、宅陽を包囲された。魏と巫沙で会合した。
紀元前355年、申不害を韓の宰相とした。紀元前353年、東周を攻撃し、陵観・廩丘を奪った。紀元前352年、魏を助けて斉を破った。紀元前349年、韓玘が晋の静公を殺害した。紀元前348年、釐侯が秦に赴いた。紀元前344年、魏の恵王と逢沢で会合した。紀元前342年、魏軍に攻撃され、斉軍に救援された。紀元前337年、申不害が死去した。紀元前336年、斉と東阿で会合した。紀元前335年、斉と甄で会合した。秦に宜陽を攻め落とされた。紀元前334年、国内に日照りの被害があるにもかかわらず、高門を建設した。
紀元前333年、高門が完成したが、釐侯はこの門を出ることなく死去した。在位30年。